# Пластун (Приморский край)
Пласту́н — посёлок городского типа на северо-востоке Приморского края, в Тернейском районе, порт на берегу одноимённой бухты Японского моря. Является самым южным населённым пунктом Тернейского района. Автодорога к нему идёт на север от посёлка Рудная Пристань Дальнегорского городского округа. На северо-запад от посёлка Пластун идёт дорога к селу Мельничное Красноармейского района. Автодорога проходит по южной границе Сихотэ-Алиньского заповедника. До Мельничного — около 130 км, до Новопокровки — около 250 км, до Дальнереченска — около 326 км.
До районного центра Терней (на север) — 58 км.
Расстояние до Владивостока — 610 км (по трассам Рудная Пристань — Терней и «Осиновка — Рудная Пристань», через Дальнегорск и Уссурийск).

## История

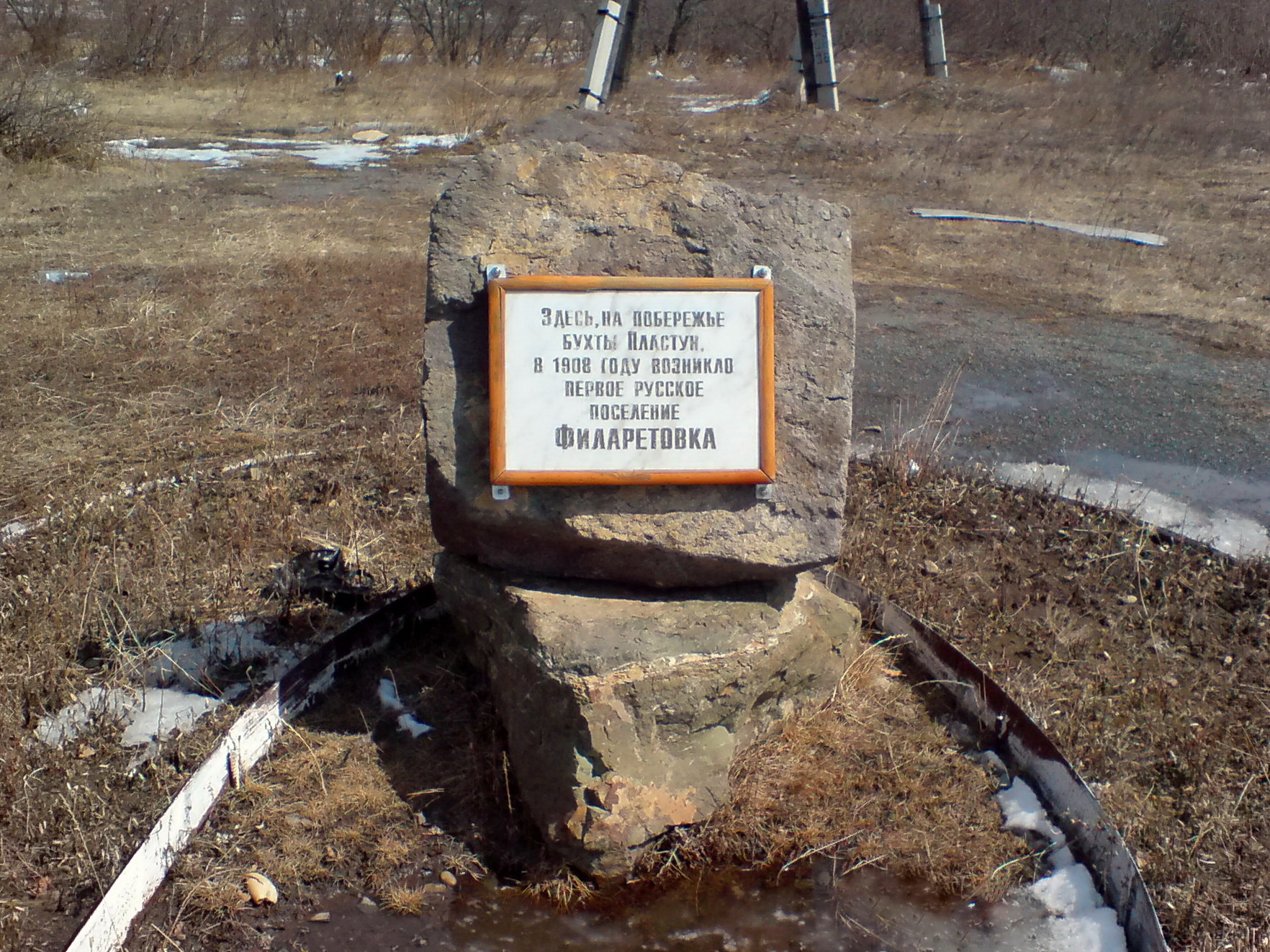
Памятный знак в честь первого русского поселения на побережье бухты Пластун

С 1907 года побережье бухты Пластун стало заселяться русскими переселенцами: вольными людьми, казаками, старообрядцами для укрепления дальневосточных рубежей Российской империи. Они основали здесь первое русское поселение — деревню Филаретовку.
Позже, в 1926 году в материалах Всесоюзной переписи населения впервые было упомянуто о селе под названием «Пластун» и зарегистрировано 10 человек, прибывших сюда для развития рыболовства. Село было названо в честь корвета «Пластун», в 1859 году проводившего исследования и опись берегов Приморья, под командованием капитан-лейтенанта Мацкевича. Так, 1926 год стал официальной датой основания посёлка. Тогда же было образовано рыбное хозяйство «Пластунский рыбный промысел»: построены рыбоконсервный и крабоконсервный комбинаты, механический цех для ремонта рыбопромыслового флота, жилые постройки. В 1930-е годы, в период коллективизации, деревня Филаретовка прекратила существование, её территория стала частью Пластуна.
В 1932 году Пластун получил статус рабочего посёлка. Был образован колхоз «Красный Октябрь», построены первые в посёлке больница, школа, клуб. В 1957-58 годах рыбная промышленность была ликвидирована. В 1960 году колхоз «Красный Октябрь» был преобразован в зверосовхоз «Пластунский», где приступили к выращиванию пятнистых оленей и норок. В это же время начала развиваться лесная промышленность, расширялись лесозаготовительные мощности. Было принято решение о масштабном строительстве посёлка с промышленной зоной и морским портом.
Ленинградским институтом проектирования лесных посёлков «Гипролестранс» был предложен генеральный план посёлка Пластун, утверждённый в 1968 году. С 1976 года началось бурное развитие Пластуна, строительство порта, лесопромышленного комплекса, котельной, жилья, школ, детских садов, Дворца культуры и спорта, больничного комплекса, прочей инфраструктуры.

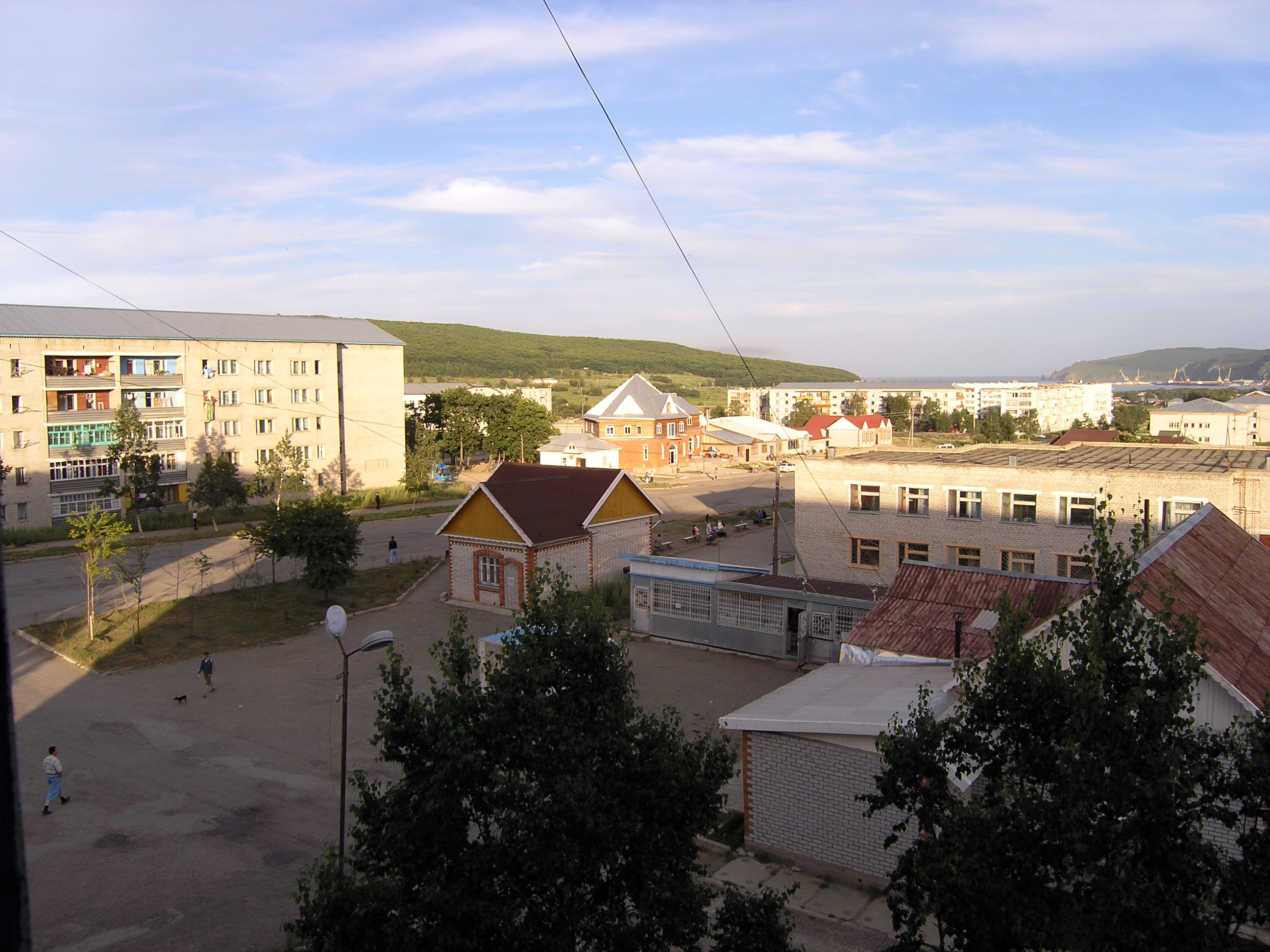
Центр посёлка

«Сорок лет назад, 4 марта 1976 года, в Пластуне состоялось открытие Всесоюзной ударной комсомольской стройки – Тернейского лесопромышленного комплекса. <…>  По счёту это была уже седьмая Всесоюзная ударная комсомольская стройка в Приморском крае. <…> Пластун к тому времени стал более доступен. Если раньше из него можно было выбраться только на катере или на случайном вертолёте, то в 1976 году гравийная дорога уже соединяла Пластун и Терней. До райцентра можно было долететь за 15 минут на Ан-2. А на Як-40 – до Владивостока.
Планировалось, что во вновь построенном Пластуне будет проживать 30 тысяч человек. Но в реальности этого не произошло. Максимум численности проживающих в посёлке в последующие годы достигал 6400, а в настоящее время там проживает не более 5 тысяч жителей. На момент начала стройки в старом Пластуне насчитывалось 1150 человек.»
— Газета «Вестник Тернея», выпуск № 15 от 3 марта 2016 г.
В 1981 году первые суда ошвартовались в порту Пластун. Однако, из-за распада СССР, генплан строительства посёлка не был реализован полностью. В 1996 году прекратил существование зверосовхоз. Но лесная промышленность Пластуна получила дальнейшее развитие, сориентировавшись на глубокой переработке и безотходном производстве.

## Население
| 1915  | 1926  | 1939  | 1959  | 1970  | 1979  | 1989  |
| ----- | ----- | ----- | ----- | ----- | ----- | ----- |
| 73    | ↘10   | ↗1588 | ↘1040 | ↗1332 | ↗3586 | ↗5957 |
| 2002  | 2005  | 2006  | 2007  | 2009  | 2010  | 2011  |
| ↗6230 | ↘6170 | ↘6120 | ↘6106 | ↘6030 | ↘5350 | ↘5320 |
| 2012  | 2013  | 2014  | 2015  | 2016  | 2017  | 2018  |
| ↘5219 | ↗5232 | ↘5167 | ↘5114 | →5114 | ↘5075 | ↘5003 |
| 2019  | 2020  | 2021  | 2023  | 2024  |       |       |
| ↘4914 | ↘4791 | ↗4815 | ↘4712 | ↘4656 |       |       |

Численность населения, чел.
| Год       | 1959   | 1970   | 1979   | 1989   | 2002   | 2005   | 2006   | 2007   | 2009   | 2010  |
| --------- | ------ | ------ | ------ | ------ | ------ | ------ | ------ | ------ | ------ | ----- |
| Население | ↗1 040 | ↗1 332 | ↗3 586 | ↗5 957 | ↗6 230 | ↘6 133 | ↘6 120 | ↘6 106 | ↘6 030 | ↘5303 |
| Мужчин    | ↗499   | ↗746   | ↗1 950 | ↗3 084 | ↘3081  | …      | …      | …      | …      | …     |
| Женщин    | ↗541   | ↗586   | ↗1 636 | ↗2 873 | ↗3 149 | …      | …      | …      | …      | …     |

## Промышленность

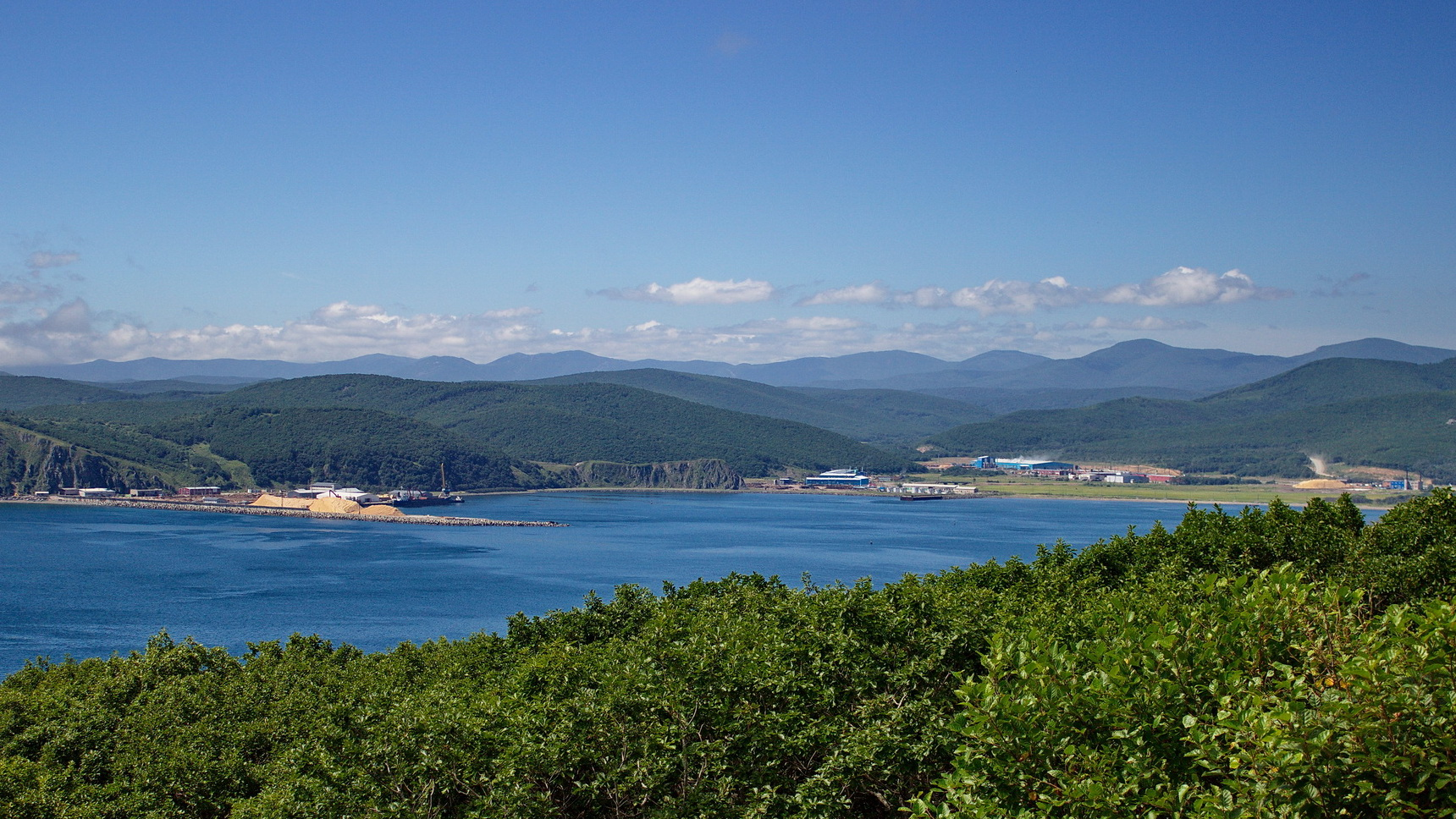
Промышленная зона ОАО «Тернейлес» с морским портом

В настоящее время в посёлке Пластун действует современная лесозаготовительная и лесоперерабатывающая система с развитой инфраструктурой. Она представлена группой предприятий открытого акционерного общества «Тернейлес», являющегося крупнейшей компанией Приморского края по заготовке и переработке древесины с головным офисом, расположенном в Пластуне. Объёмы лесозаготовок — более 1 миллиона кубометров в год. В состав предприятий ОАО «Тернейлес» входят четыре специализированных завода — ЗАО «СТС Текновуд», ЗАО «ПТС Хардвуд», завод по производству шпона, лесопильный завод; а также две лесозаготовительных компании — ОАО «Амгу» и ОАО «Рощинский КЛПХ». Кроме того, ОАО «Тернейлес» имеет долю в уставном капитале Приморской ассоциации лесопромышленников и экспортёров леса (ПАЛЭКС).
ЗАО «СТС Текновуд» и ЗАО «ПТС Хардвуд» — совместные российско-японские предприятия по глубокой переработке древесины, использующие в процессе производства современные японские технологии и оборудование с высоким уровнем автоматизации производства. Первый выпускает клееный брус для несущих конструкций зданий, а второй — отделочные материалы для внутренней отделки жилья.
В 2009 году состоялся запуск двух новых заводов: завода по производству шпона и лесопильного завода. Решение о строительстве заводов было принято в связи с изданием Правительством Российской Федерации Постановления о поэтапном вводе запретительных таможенных пошлин на экспорт круглого леса. Оборудование обоих заводов проектировалось и поставлялось как единый лесоперерабатывающий комплекс с учётом специфики лесных ресурсов Дальнего Востока и требований покупателей Азиатско-Тихоокеанского региона.
Завод по производству сухого лущёного шпона использует в процессе производства новейшее японское оборудование, имеет собственную котельную для технологических нужд, где установлено американское оборудование. По заключению специалистов, на момент постройки стал крупнейшим в России. Лесопильный завод по выпуску высококачественных сырых пиломатериалов оснащён австрийским, немецким, эстонским, чешским, итальянским оборудованием с максимальным уровнем автоматизации и механизации технологического процесса. Оба завода построены по принципу безотходного производства. После введения в строй двух новых заводов бо́льшая часть заготавливаемой деловой древесины стала перерабатываться на предприятиях ОАО «Тернейлес».
В посёлке действует круглогодичный порт для отгрузки готовой продукции предприятий, которая судами поставляется на экспорт, преимущественно в Японию и КНР. В 2010 году порт Пластун был открыт для посещения иностранных судов, что значительно расширило возможности для сбыта продукции ОАО «Тернейлес».

## Религиозная жизнь

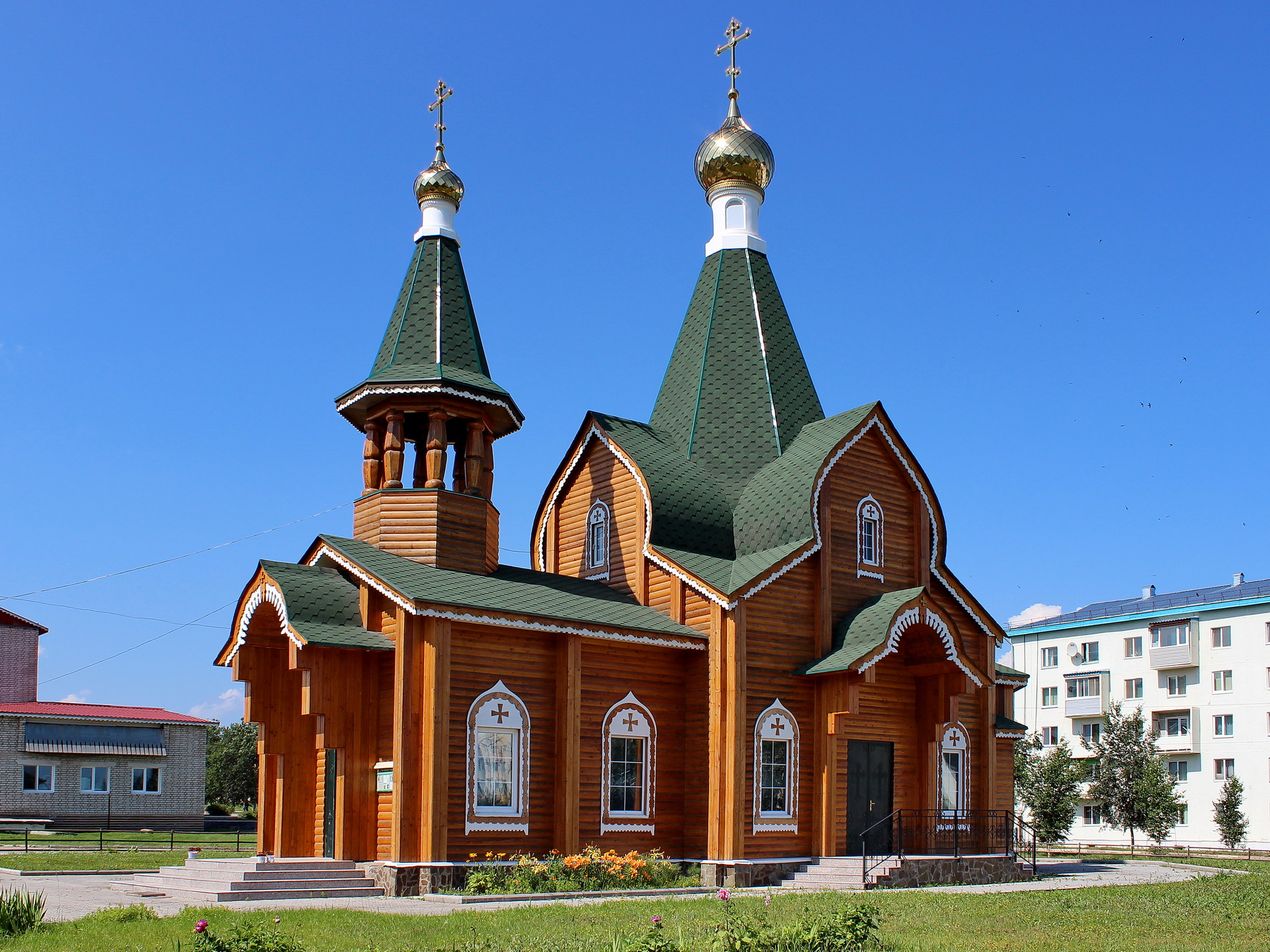
Храм Серафима Саровского в п. Пластун

Православная община в посёлке начала организовываться около 1992 года. Приход прошёл государственную регистрацию 21 января 2000 года.
Вначале под храм был приспособлен деревянный дом в старой части посёлка. Так как жителям, в большинстве проживающим в новой части, было нелегко добираться до старой, было решено построить полноценный храм в новой части посёлка.
18 ноября 2006 года архиепископ Владивостокский Вениамин (Пушкарь) совершил чин освящения закладного камня нового пластунского храма. Директор основного работодателя посёлка — ОАО «Тернейлес» — оплатил укладку фундамента, а строить храм взялась подрядная организация ОАО «Строитель» (п. Пластун).
На начало 2007 года при церкви действовала воскресная школа.
На 13 апреля 2008 года храм строился. В этот день архиепископ Владивостокский Вениамин освятил 2 накупольных креста, которые, как и купола для храма, были изготовлены в Волгодонске. С этого дня в новом храме стали регулярно совершаться богослужения. К концу этого года были вставлены окна, положена плитка на полы, подводилась теплотрасса.
На 23 декабря 2010 года храм был почти достроен и стал самым впечатляющим зданием посёлка. Церковь из деревянного бруса вместимостью 150 человек, со звонницей; выстроена по тому же проекту что и храм в приморском посёлке Ольга.
17 ноября 2015 года митрополит Вениамин и епископ Гурий совершили чин Великого освящения храма в честь святого Серафима Саровского в посёлке Пластун и отслужили Божественную Литургию в храме. Храм вошёл в состав Арсеньевской епархии Приморской митрополии Русской православной церкви.
Кроме того, в посёлке существует церковь евангельских христиан-баптистов "Благодать", входящая в Объединение церквей евангельских христиан-баптистов Приморского края Российского союза евангельских христиан-баптистов.

## Спорт и физическая культура
В посёлке образован гольф-клуб и оборудовано поле для гольфа, соответствующее международным стандартам, где, начиная с 2004 года, проводится ежегодный турнир «Green Cup». Также в Пластуне имеются единственные на севере Приморья дайвинг- и пейнтбол-клубы. Пейнтбол-клуб предоставляет прокат снаряжения и проводит турниры первого и второго дивизиона, дайв-клуб имеет собственный катер и станцию заправки воздуха.
12 декабря 2015 года в посёлке Пластун состоялось открытие спортивного комплекса в части здания Дворца культуры и спорта, не завершённого строительством в советские годы. Средства на изготовление проектно-сметной документации для реконструкции спорткомплекса были частично выделены ОАО «Тернейлес», а также собраны в качестве добровольных пожертвований жителями посёлка при содействии некоммерческой организации "Благотворительный фонд развития Северного Приморья" (НО "БФРСП"). Проведение ремонтно-восстановительных работ было включено в краевую целевую программу «Развитие физической культуры и спорта в Приморском крае на 2011-2015 годы» от Тернейского муниципального района. В рамках программы были выделены средства на восстановление спорткомплекса в размере: 70% — средства краевого бюджета, 30 % — средства бюджета Тернейского района.

## Транспорт
Посёлок имеет собственный аэропорт, из которого два раза в неделю осуществляются авиарейсы во Владивосток на самолёте De Havilland Canada DHC-6 Twin Otter. Ежедневно действует автобусное сообщение с краевым и районным центрами по маршруту Владивосток-Терней-Владивосток.

## Климат
Тернейский район, на территории которого находится посёлок Пластун, приравнен к районам Крайнего Севера.
Климат морской умеренный. Температура зимы примерно −8,4 °C, лета (июль—сентябрь) — около +17,4 °C. Самый холодный месяц — январь (−9,9 °C), самый тёплый — август (+19,1 °C). Относительная влажность воздуха — 66,6 %. Средняя скорость ветра — 4,9 м/с.
| Показатель              | Янв. | Фев. | Март | Апр. | Май | Июнь | Июль | Авг. | Сен. | Окт. | Нояб. | Дек. | Год |
| ----------------------- | ---- | ---- | ---- | ---- | --- | ---- | ---- | ---- | ---- | ---- | ----- | ---- | --- |
| Средняя температура, °C | −9,9 | −7,5 | −1,9 | 4,4  | 9,2 | 13,3 | 17,1 | 19,1 | 16,0 | 9,3  | 0,4   | −7,6 | 5,2 |
| Источник: RETScreen     |      |      |      |      |     |      |      |      |      |      |       |      |     |